# Villanueva de Algaidas (kommun)
Villanueva de Algaidas är en kommun i Spanien.   Den ligger i provinsen Provincia de Málaga och regionen Andalusien, i den södra delen av landet, 400 km söder om huvudstaden Madrid. Antalet invånare är 4 485.